# Hrabstwo Clark (Missouri)
Hrabstwo Clark (ang. Clark County) – hrabstwo w stanie Missouri w Stanach Zjednoczonych. Obszar całkowity hrabstwa obejmuje powierzchnię 511,90 mil2 (1 326 km²). Według danych z 2010 r. hrabstwo miało 7139 mieszkańców. Hrabstwo powstało w 1836 roku i nosi imię Williama Clarka – jeden z przywódców ekspecyji Lewisa i Clarka, a następnie także gubernatora Terytorium Missouri.

## Sąsiednie hrabstwa
- Hrabstwo Lee (Iowa) (północ)
- Hrabstwo Hancock (Illinois) (wschód)
- Hrabstwo Lewis (południe)
- Hrabstwo Knox (południowy zachód)
- Hrabstwo Scotland (zachód)
- Hrabstwo Van Buren (Iowa) (północny zachód)

## Miasta
- Alexandria
- Kahoka
- Wayland
- Wyaconda

## Wioski
- Luray
- Revere